# Paulus Edward Pieris Deraniyagala
Paulus Edward Pieris Deraniyagala est un anthropologue, un artiste et un zoologiste srilankais, né le 8 mai 1900 à Colombo et mort le 1er décembre 1973 dans cette même ville.

## Biographie
Son père est l’un des plus renommés juristes du pays. Il est très jeune passionné par les animaux et élève un cobra dans sa chambre en guise d’animal de compagnie. À huit ans, sa famille s’installe dans la ville côtière de Kalutara où son père est juge de district. Il découvre alors les tortues marines et les crocodiles qui l’orientent définitivement vers l’herpétologie. Il retourne à Colombo pour ses études et part en 1919 à Cambridge. Il y obtient un Bachelor of Arts (1922) au Trinity College puis un Master of Arts en 1923. Il y étudie notamment la zoologie mais consacre l’essentiel de son temps au sport et devient champion de boxe.
Il passe un an à Harvard et obtient un Master of Arts en 1924. Il séjourne également au Laboratoire de biologie marine (MBL) de Woods Hole. Il étudie la physiologie des grenouilles dans le laboratoire de George Howard Parker (1864-1955) et subit aussi l’influence de Thomas Barbour (1884-1946) du Museum of Comparative Zoology.
Deraniyagala retourne à Ceylan et travaille au département des pêches du pays. En 1939, il est nommé directeur du muséum national et exerce diverses fonctions à l’université Vidyodaya de Ceylan (qui prend en 1978 le nom d’université de Sri Jayewardenepura). Il reçoit un doctorat honoraire des universités de Vidyodaya (1960) et de Ceylan (1963). Il prend sa retraite en 1963.
Il fait paraître de nombreuses publications sur les reptiles (75 titres) mais aussi sur les sujets les plus variés tant zoologiques (comme les éléphants et les fossiles) qu’anthropologiques (sur les armes et les techniques de combat des peuples de l’île).

## Source
- Kraig Adler (1989). Contributions to the History of Herpetology, Society for the study of amphibians and reptiles : 202 p.  (ISBN 0-916984-19-2)